# Culcitopsis
Culcitopsis is een geslacht van zeesterren uit de familie Poraniidae.

## Soort
- Culcitopsis borealis (Süssbach & Breckner, 1911)